# Krasnopillja (Mykolajiw)
Krasnopillja (ukrainisch Краснопілля; russisch Краснополье Krasnopolje; früherer deutscher Name „Blumenfeld“) ist ein Dorf im Südwesten der ukrainischen Oblast Mykolajiw mit etwa 1000 Einwohnern (2004).

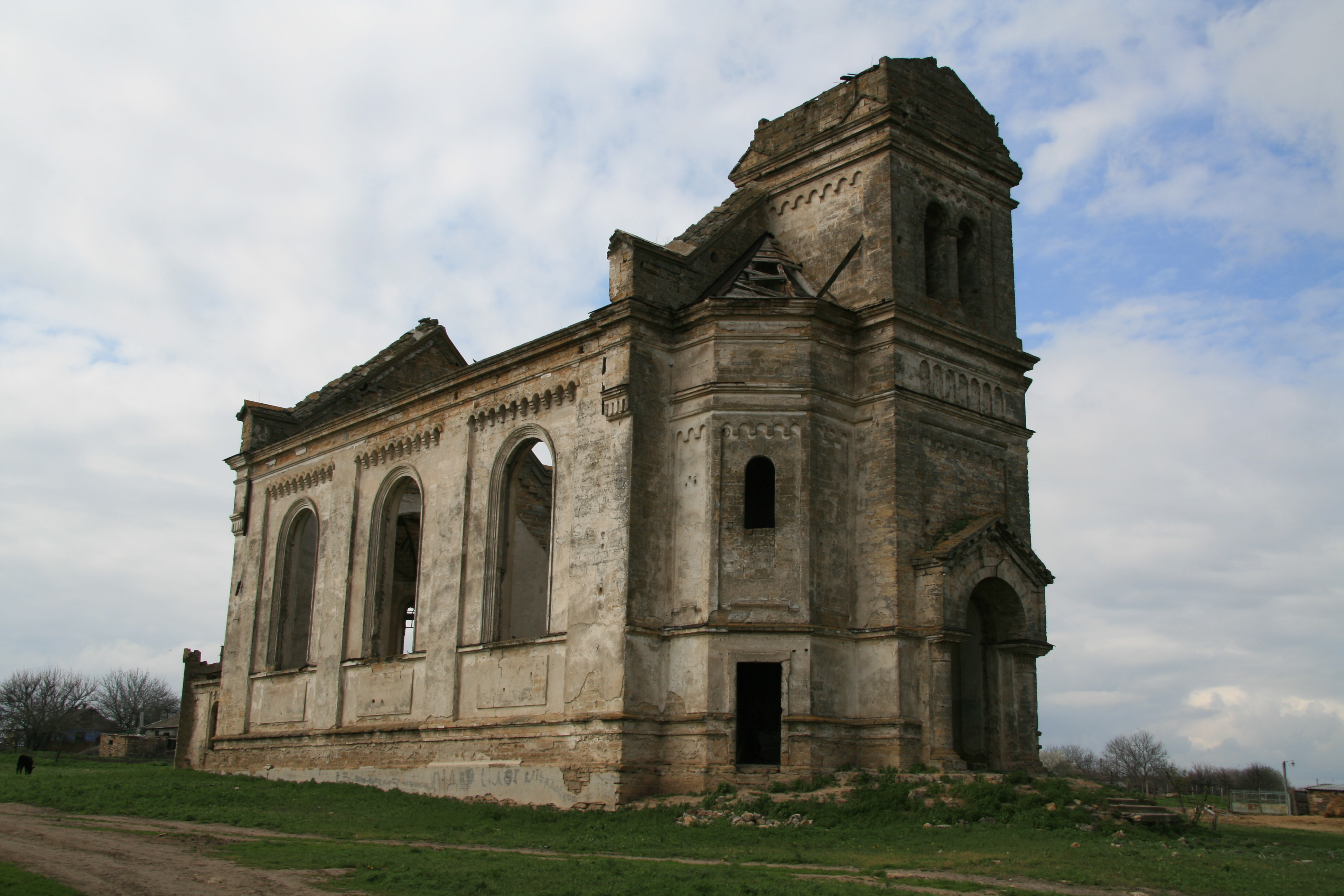
Ruine der röm.-kath. Dorfkirche St. Georg

Das Dorf liegt auf 36 m Höhe zwischen dem Tylihul-Liman im Westen und dem ehemaligen Rajonzentrum Beresanka 15 km im Osten.
Das Oblastzentrum Mykolajiw liegt 70 km östlich der Ortschaft.
1886 lebten 143 Schwarzmeerdeutsche in der damals (offiziell bis 1944) Blumenfeld genannten Ortschaft. Diese errichteten zwischen 1900 und 1902 die damals 30.000 Rubel teure, heute noch als Ruine bestehende St-Georg-Kirche.
Am 12. Juni 2020 wurde das Dorf ein Teil der Siedlungsgemeinde Beresanka; bis dahin bildete es zusammen mit der Ansiedlung Krutojarka (Крутоярка) die Landratsgemeinde Krasnopillja (Краснопільська сільська рада/Krasnopilska silska rada) im Westen des Rajons Beresanka.
Seit dem 17. Juli 2020 ist es ein Teil des Rajons Mykolajiw.

## Söhne und Töchter der Ortschaft
- Joseph Nold (1861–nach 1935), russlanddeutscher römisch-katholischer Geistlicher und Märtyrer
- Peter Eisenkrein (1885–1937), deutsch-russischer römisch-katholischer Geistlicher und Märtyrer
- Johannes Nold (1899–nach 1937), russlanddeutscher römisch-katholischer Geistlicher und Märtyrer
- Gerhard Sawatzky (1901–1944), russlanddeutscher Schriftsteller